# William Hovgaard
William Hovgaard (Aarhus, Dinamarca, 1857 – Summit, Nova Jérsei, 1950) foi um professor de engenharia e construção naval dinamarquês, que trabalhou no Instituto de Tecnologia de Massachusetts e onde aposentou-se em 1933.
Hovgaard foi uma das principais autoridades em projeto de navios em sua geração, especialmente no projeto geral e estrutural de navios de guerra. Escreveu vários livros sobre projeto e construção naval e sua história, mas também sobre uma diversidade de outros assuntos, e recebeu uma quantidade significativa de ordens, prêmios e méritos durante sua vida.
Irmão do oficial da Marinha Dinamarquesa Andreas Peter Hovgaard, que liderou uma expedição de pesquisa no Ártico para o Mar de Kara no navio a vapor Dijmphna em 1882/1883, que dá seu nome à Ilha Hovgaard na Groelândia, Ilha Hovgaard na Antártida, Ilha Hovgaard no Mar de Kara (em russo:  Остров Ховгарда) e as Ilhas Hovgaard em Nunavut.

## Vida

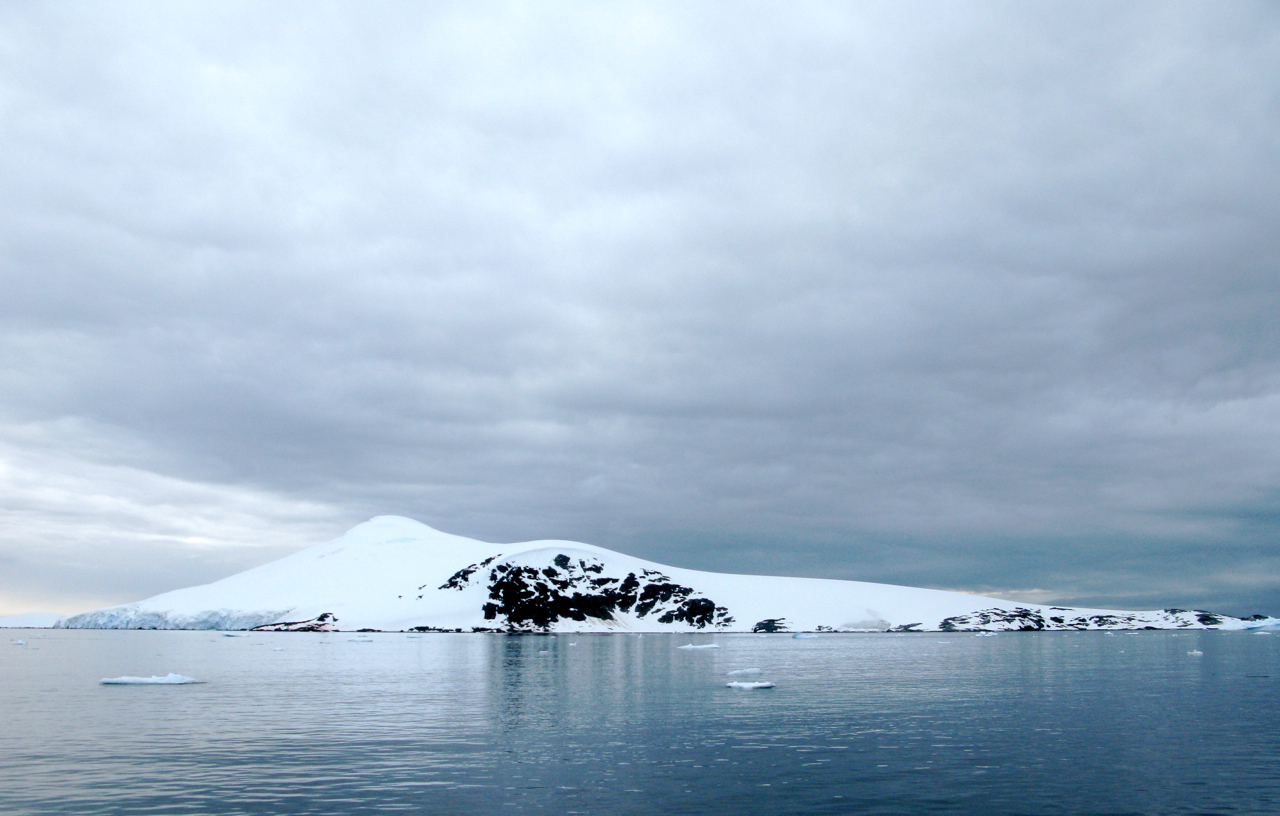
Ilha Hovgaard, denominada em memória de seu irmão Andreas Peter Hovgaard

De acordo com a memória biográfica de Hovgaard na Academia Nacional de Ciências dos Estados Unidos,
Sua contribuição para a arte da construção naval neste país, e particularmente para a educação dos oficiais do Corpo de Construtores Navais da Marinha dos Estados Unidos, é incalculável.
Em 1912 ajudou a organizar a The American-Scandinavian Foundation, Nova Iorque. Foi membro da Academia de Artes e Ciências dos Estados Unidos, Sociedade Geográfica Americana, American Institute of Aeronautics and Astronautics, Academia Nacional de Ciências dos Estados Unidos (eleito em 1929), Royal Institution of Naval Architects (Londres), Society of Naval Architects and Marine Engineers, United States Naval Institute, American Mathematical Society, American Association of University Professors, Society for the Advancement of Scandinavian Study, American Society of Danish Engineers e Massachusetts Historical Society. Foi palestrante convidado do Congresso Internacional de Matemáticos em Bolonha (1928: Determination of the Stresses in a Beam by the Method of Variation).
Hovgaard escreveu diversos livros e artigos científicos sobre vários assuntos. Pertencendo a seu conhecimento sobre navios de guerra, escreveu Structural Design of Warships (1915) e General Design of Warships and Modern History of Warships (1920).
Os livros de Hovgaard sobre outros assuntos incluem The Voyages of the Norsemen to America (1914) e The United World (1944).
William Francis Gibbs comentou sobre este último livro, em 1962,
This is a splendid example of his clear understanding of world politics and the problems that existed or that would arise during the process of making effective peace. His ideas concerning peace and how to secure it read like a prophecy of events that are now taking place. While his professional abilities had been utilized to create instruments of warfare, he sought to prevent war, knowing well its horrors, by creating a better intellectual understanding among nations.
Quando de sua morte estava trabalhando desde alguns anos sobre uma nova teoria da cosmologia, mas que ficou inacabada.

## Carreira

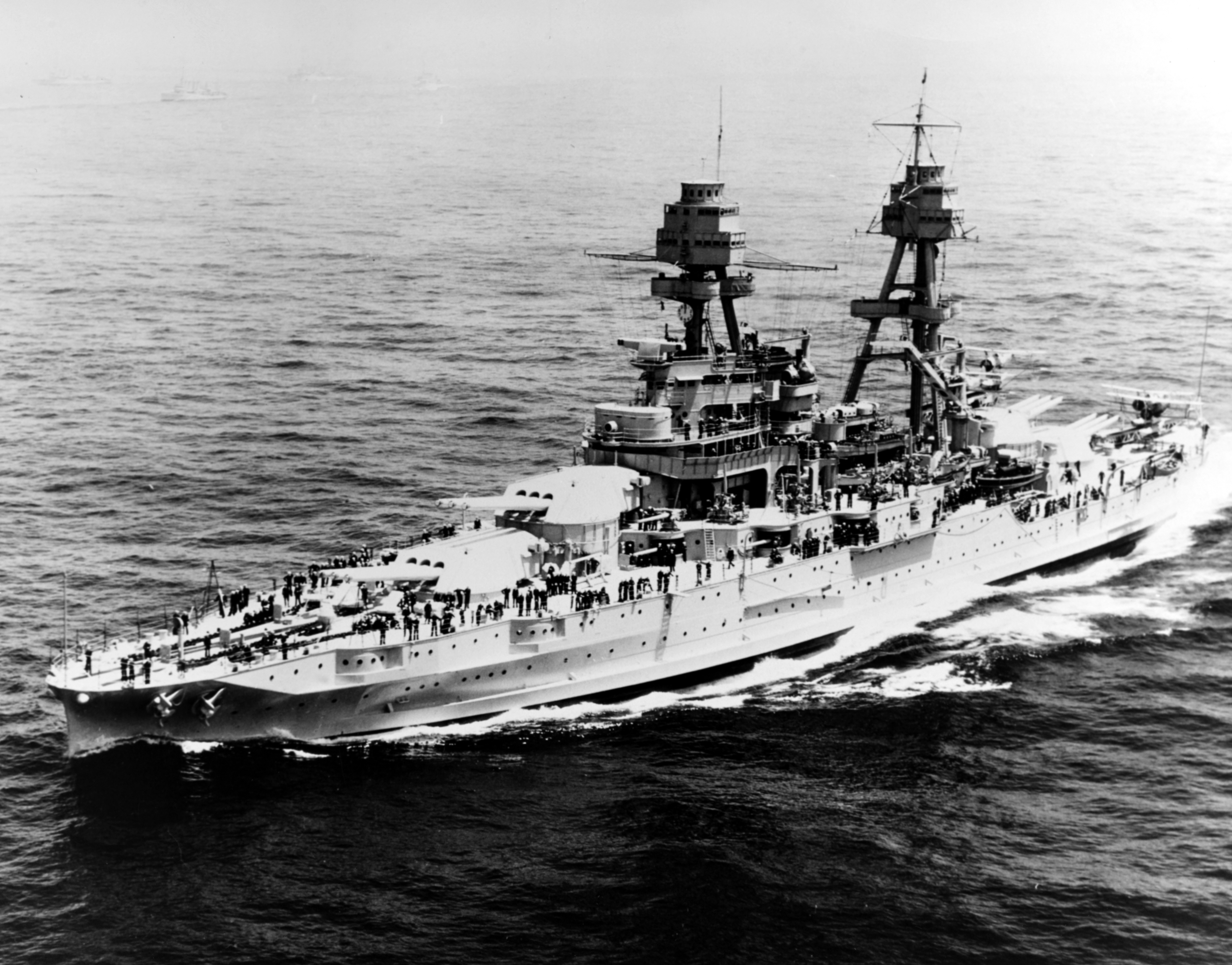
USS Pennsylvania (BB-38), um exemplo de um navio de guerra dos Estados Unidos construído na década de 1910

Hovgaard gradou-se na Royal Danish Naval Academy com 21 anos de idade, tendo depois servido como subtenente e depois como tenente na Marinha Dinamarquesa. Frequentou depois o Royal Naval College, Greenwich, onde graduou-se em 1887. Trabalhou durante alguns anos na Burmeister & Wain, antes de obter o posto de comandante da Marinha Dinamarquesa. Transferiu-se depois para o Instituto de Tecnologia de Massachusetts, trabalhando como professor, com cursos como projeto de navios de guerra, teoria do projeto de navios de guerra e história da construção moderna de navios de guerra.
Em 1915 Hovgaard foi um expert após o naufrágio do RMS Titanic (deu mais tarde testimunhos sobre o RMS Lusitania). Serviu depois como vice-presidente da The American-Scandinavian Foundation. Em 1929 foi indicado para o Department of Commerce’s Committee on Ship Construction, e depois no mesmo ano tornou-se membro pleno da Academia Nacional de Ciências dos Estados Unidos.
Hovgaard aposentou-se em 1933, mas continuou ativo como cientista e autoridade naval durante muitos anos. Em 1934 apresentou uma palestra na Academia de Artes e Ciências dos Estados Unidos em Boston sobre "Fundamentals of the Theory of Relativity".
Em 1937 Hovgaard foi homenageado em um almoço no Astor Hotel, sob o patrocínio da American Society of Danish Engineers, do Danish Officers 'Club e do Danish Luncheon Club. Uma carta lida no almoço por um oficial naval dos Estados Unidos observou que 85 por cento dos oficiais do corpo de construção da Marinha eram ex-alunos de Hovgaard, e que cada um dos navios da marinha atualmente atracados no Porto de Nova Iorque foi construído sob a supervisão de seus antigos alunos.

## Bibliografia selecionada

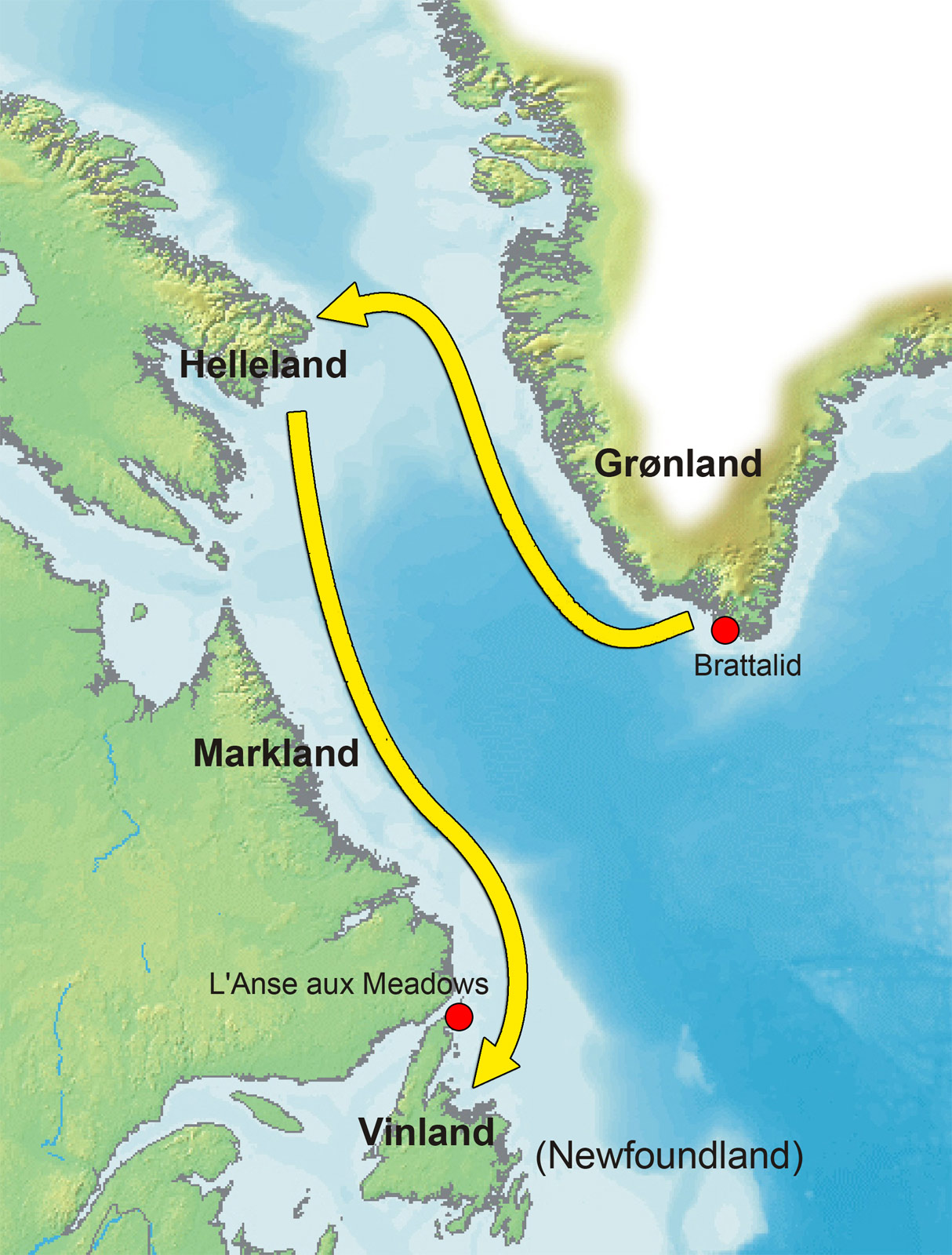
Hovgaard também escreveu intensivamente sobre as viagens dos povos nórdicos da era pré-colombiana para a Vinlândia